# Дом-музей Хорхе Эльесера Гайтана
Дом-музей Хорхе Эльесера Гайтана (исп. Casa Museo Jorge Eliécer Gaitán) — исторический музей в городе Богота — столице Колумбии, расположенный в доме, в котором с 22 декабря 1933 года до дня его убийства — 9 апреля 1948 года, жил писатель, адвокат и политик Хорхе Эльесер Гайтан-Айяла, прозванный «народным трибуном». Музей занимает здание, построенное в 1928 году по проекту архитектурного бюро «Давила Ольгин и Льевано» на 42-й улице в баррио Санта-Тересита, недалеко от центра Боготы. В 1948 году дом-музей был включён в список объектов национального культурного наследия Колумбии и передан в ведение Национального университета Колумбии.
Музейная экспозиция занимает площадь в 218 квадратных метров на двух этажах. Внутренние интерьеры соответствует времени его постройки; часть мебели была перенесена из офиса Гайтана в здании Агустина Ньето. Музейные собрания состоят из личных вещей политика и архивных документов. В доме также хранится личная библиотека Гайтана, состоящая из более чем 3000 книг на разных языках. С 2005 года собраниям музея присвоен академический статус. Жизнь и деятельность Хорхе Эльесера Гайтана рассматривается в качестве материала для исследований современной истории Колумбии.
Ещё одним музейным пространством является прилегающий к дому сад. В 1988 году в нём перезахоронили останки Гайтана, которые до этого со дня его убийства покоились в гостином зале дома-музея.